# 罗什福尔 (比利时)
罗什福尔（法語：Rochefort，法語發音：[ʁɔʃfɔʁ] ⓘ）是比利时瓦隆大区那慕爾省迪南区的一个城市，东南两面与盧森堡省接壤，通行法语，是比利时法语社群的一部分，人口12,554人（2018年1月1日）。该地的出产的修道院啤酒非常有名。